# グッドモーニング・コール
『グッドモーニング・コール』は、高須賀由枝による日本の漫画。略称は「G.M.C」あるいは「GMC」。続編に『グッドモーニング・キス』が存在しており、これについても述べる。
『りぼん』（集英社）1997年9月号から2002年4月号まで連載された。他にも『りぼんオリジナル』に掲載された番外編も存在する。連載終了から4年後、『Cookie BOX』2006年6月号と9月号に続編の『グッドモーニング・キス』が掲載され、さらに2009年からは連載媒体を『Cookie』本誌に移動している。2016年7月時点で累計発行部数は500万部を突破している。
2人の奇妙な共同生活を軸に学園生活や周りの人たちとの人間模様を描いた作品で、なお主人公の菜緒や上原やその同級生は作中で高校に進学している。

## あらすじ

### グッドモーニング・コール
両親の帰郷に伴い、中学卒業までの残り約半年を1人で暮らすことになった吉川菜緒。新しい生活に胸をときめかせつつ新居となるマンションの部屋を確認していたところ、なぜか見知らぬ男の子が入ってきた。しかもその部屋に住むのは自分だから出て行くように言われてしまう。実は2人が契約した不動産屋は1つの物件を2人に貸して仲介手数料を持ち逃げしており、しかも家賃が本来の半額であるかのように装って不当な契約を結ばせていた。男の子はその格好良さゆえに中学で有名な上原久志。実は2倍であった家賃を単独で払うことが出来ず、いずれも頼ることのできる人がいなかった2人は、やむを得ず同居生活を始めることになった。

### グッドモーニング・キス
ひょんなことから共同生活を始めて5年近く経ち、菜緒と上原も大学生になった。そして相も変わらず共同生活を送っている。そんな2人の元に、菜緒の父親が訪ねてくる。上原と同居していたことが父親にばれ実家に帰らされた菜緒。それに対し上原はある行動に出る。

## 登場人物

### 中学生編
吉川 菜緒（よしかわ なお）
本作の主人公。中学3年生（連載開始時）。祖父がぎっくり腰になり両親が実家に帰ったが、自分は田舎の不便さが嫌だと言う理由から卒業までの約半年間を1人で暮らすことになったものの、悪質な不動産会社に騙され、上原と同じ部屋を契約させられた。告知された契約時の2倍近い家賃を支払えず、かといって両親に知られれば過疎地にある田舎へと連れ戻されてしまうことから、彼に同居を迫り、泣き落としで同意を勝ち取った。
本来は半年後に寮制を備えた高校へ進学する予定だったが、上原のことを好きになってしまい、同居生活を延長するためにそれまでの部屋に住み続けることを選び、久志やまりな、阿部とともに県立久保高校に進学する。
高校1年生の秋以降は久志とは家が隣同士の『半同棲』状態となるが、交際は依然と続く。
大学生編では1年次に久志と結婚の約束をするものの具体的な予定は未定である。
その後の就職活動では思うような結果が得られず、両親が住む田舎の役場の臨時職員を引き受けることとなり、久志とは遠距離恋愛となる。その後、地元の有名ラーメン店『一番星』が東京進出をすることを機に一番星の正社員となり、東京で働くこととなる。
性格は明るく大人しい。しかしやや天然気味なところがあり、久志をはじめとする周囲の人を振り回す時もある。また、周囲に流されやすいこともあり、久志からは度々指摘される。
作中ではあまり描写がないものの、持ち前の明るさや大人しい性格から男性受けは良いと評される（中学3年以降は久志の彼女として周囲に認識されているため、他の男性からアピールされることは殆どない）。
上原 久志（うえはら ひさし）
菜緒の同級生で、毎年女子の間で行われる学年別人気投票において史上初となる3連覇を成し遂げるほどのルックスを持つものの、その優勝者である3人は「御三家」として女子たちにとっての共有財産として扱われてしまうこともあり、自分がモテているという自覚がない。6年間に渡って近所に住んでいた百合に片想いをし続けたが、兄の卓也と百合が結婚をしたのを機に、実質的に家出の形で一人暮らしをはじめることになった。
同棲を始めた菜緒に対し徐々に惹かれ始め、高校入学前には相思相愛・両思いになる。百合の事は吹っ切れているが、作中では、その後も、度々いじられるネタとなっている。
細身ながら（本人はかなりコンプレックスに感じている）大食漢の食いしんぼうキャラで、食べることについてはこだわりがあり、また食べ物はなかなか譲らない。
堅実で中学・高校・大学と生活費は自分のバイト代で賄っている、いわゆる苦学生ではあるものの自らそれを苦労話として語ることはしない。
中学・高校は学業成績トップクラス、大学ではオール優と噂されるほどの秀才。
因みに剣道初段、書道2段、そろばん3級など多芸（いずれも作中で活かされたことはない）。
大学卒業後は大学院に進み相変わらず学業に励む。その後の進路で企業に就職するか、大学院に残り、博士課程へ進学するか悩んだ末、博士課程に進学が決まり、ひょんなことからフランスへ行くことになった。
上原 百合（うえはら ゆり）
久志の義姉。地元情報誌の制作を仕事としている。夫・卓也との新婚生活真っ最中であり、それが久志が家を出る直接の原因となった。ショッピング好きの明るい性格で、後に菜緒や阿部とも仲良くなる。
酒が入ると必ずキス魔になり、その度に周囲の人間に襲い掛かる。
大学生編では、夫と共に関西に引っ越す。
久志や菜緒に対しアドバイスを送るときもあるが、そのアドバイスが裏目に出て、不安感を煽る結果となることも多い。
紺野 まりな（こんの まりな）
菜緒の同じクラスの友人。校内における「レベルの高い男」については知らないことがないほどの情報通。カッコいい男に目が無く、菜緒と久志の生活があくまで特殊事情によるもので恋愛感情無しの同居でしかないと知った際には、菜緒に久志との仲を取り持つよう頼んだ。のちに菜緒が久志のことを好きになると、（後に、単につまんでみたかった程度であったと述べるものの）友情を優先して身を引くことになる。そのふらふらといろいろな男に惚れやすい点をみっちゃんに心配されたり、あるいはその点で阿部と類似していると指摘されることもあったが、本人としては（阿部との違いを特に強調しつつ）彼氏は本当に好きになった人でなければ嫌だと考えている。
中3のクリスマスの日にみっちゃんに告白され、翌年のバレンタインから交際をするようになる。交際開始後は、素直に淋しがったり残念と言えない性格も手伝ってケンカをすることもあるが、大抵は一方的にまりなが怒って終わってしまう。
大学入学後、光石とは遠距離恋愛となり、頻繁に喧嘩をし、自然消滅寸前までに至る。大学時代の後輩に告白されたことも踏まえ、菜緒からは『別れれば？』とのアドバイスをされていたほどであった。しかし、すったもんだのすえ、光石と結婚することになった。
東京へ就職後は、慣れない土地での生活や人間関係に疲れ、ネットゲームに没頭してしまう描写も見られる。
光石（みついし）
菜緒とまりなの同級生で友人。通称「みっちゃん」。医者の息子で、過労と栄養失調で倒れた久志を診断することもあった。後にまりなに恋心を持ち、告白の後に交際を始める。ただし進路に関してスポーツ推薦を受けたため、久保高校に進学したまりなとは違う進学校へ進むことになる。部活や補習などで忙しい日々が続き、そのことがまりなとのすれ違いを生むことになる。
獣医を目指すため、1年浪人したあと、獣医学部がある北海道の大学に進学し、まりなとは遠距離恋愛となる。しかし、大学編以降は名前のみの登場となり、まりなとの関係は自然消滅寸前までになっていた。だが、すったもんだのすえ、まりなと婚約し、結婚することになった。
阿部 順（あべ じゅん）
菜緒の同級生。菜緒を体育館裏に呼び出して告白を試みたものの、言い切る前に断られる。「告白大王」という別名を持ち、次から次へと女子に惚れては告白してフラれ続け、中学に入ってからの通算では菜緒で14人目の記録を更新することになった。彼女を作ってデートすることを夢見ての行為ではあるものの、その軽さのために誰にも付き合ってもらえず、またフラれることが期待されてしまっているキャラクターになってしまっている。
中3のバレンタインの日にメッセージカード入りのチョコレートを貰った際も、直接受け取ったわけではなかったことや、その差出名が「大石つかさ」という名前であったこととあいまって、イタズラや男や年配女性や7歳以下の女児からなのではないかと疑われたが、実際に待ち合わせ場所で出逢ったつかさは想定外にラブリーな女の子だった。初めての彼女が出来たことでいくつかの（かわいいカフェにかわいい女の子と来る）夢を叶えることができたが、つかさがイギリスへ親とともに転居するまでのお付き合いという話であり、およそ1ヵ月後につかさは旅立っていった。その際、阿部は今までのフラれ方とは本質的に異なるものを感じつつ、こういう場合は男の方がふられたことにしておくのがやさしさだろうと考え現にそのようにしたものの、もともとの不釣合いさもあって、（つかさに）騙され、遊ばれてしまったものとクラスの友人らには捉えられてしまい、結果として軽々とフラれ記録16人目がカウントされてしまうことになった。つかさとはその後もメールで交流をしているものの交際にはいたっていない。
大学編以降も相変わらず、彼女いない歴＝年齢を継続しており、周囲からは度々そのことをネタにされる。
性格・思考は基本的に乙女であり、菜緒との関係で悩む久志に対し、乙女の視点からアドバイスを送ることもある（久志は彼女がいない阿部から指摘されることが癪なのか、阿部を基本的に邪見に扱う）。
大石 つかさ（おおいし つかさ）
お嬢様学校である霧島女子中学校の2年生。バレンタインで阿部に突然本命のチョコレートを送り、公園に呼び出して以前から見ていたことを告白した。両親の都合で1ヵ月後にイギリスへ旅立たなければならず、それまでの期間の交際であった。もっとも、阿部と離れ離れになって以降も文通という形で交際は続くことになる。
駒沢 健吾（こまざわ けんご）
久志と同じクラスの友人。勉強も出来て（少なくとも久志と同じ大学なので頭はよい）切れ目なく彼女がいたり、あっさりと就職内定をもらったりなど、作中ではかなりのリア充キャラ。奈緒からは久志の数少ない親友の一人だと思われている。
就職後は、久志や阿部と不定期ではあるものの飲みに行くことが多い。
就活時に交際を始めた彼女がいたが、できちゃった結婚寸前までいくものの、彼女が懐胎した子が自身の子ではないことが発覚し、破局にいたる。

### 高校生編
柳井 広子（やない ひろこ）
久保高校で菜緒と同じクラスになった友人。菜緒に希を紹介する。
北浦 希（きたうら のぞみ）
久保高校での菜緒との同級生。高い身長とスレンダーな身体の持ち主で、新聞部主催の女子による新入生人気投票においてトップ3の有力候補に選抜されるほど、女子でありながら女子からもてる。
かつて7歳のころに近所に住んでいた年上のお兄さんに憧れていたが、その彼が両親の仕事の都合で転勤してから5年後に再会した際、全身がひどく太り、さわやかだった顔も変形してしまっていたのを見て、男に対する夢を喪失。それ以降、男とは異なり年を追うごとに綺麗になる女の子のことを好きになるようになった。しかしその後、お気に入りでなおかつ自分のことを慕ってくれた女の子が本命チョコを久志にあげたことから、自分のハニーを奪った敵として久志のことを嫌うようになる。久保高校入学後、同じ学校になってしまっただけでなく、前述の女子からの人気投票において久志に次ぐ2位に収まってしまったことで、さらに嫌悪感を増すことになったが、ひょんなことからプライベートでも交流するようになり、以前ほどの敵対心は見せなくなった。
高校卒業後は東京の大学に進学し兄と暮らしている。
佐多 一星（さた いっせい）
通称「いっちゃん」。考えごとに夢中になっていた菜緒が、交差点でバイクとぶつかった時、バイクを運転していた青年。地元の有名ラーメン店『一番星』の1人息子で、出前のラーメンを配達に行く途中だった。これがきっかけで、菜緒が『一番星』でバイトすることになる。

### 大学生編
太田（おおた）
通称「太田ちゃん」。菜緒の大学からの友達で、菜緒とまりなの3人で一緒にいる事が多い。実家まで4時間かかる田舎から来た眼鏡っ子。ショッピングが好き。
卒業後は学生時代のアルバイト先で準社員待遇で勤務している。
徐々に阿部に対し恋心を寄せるようになったが、告白には至っていない。

### その他
大泉 ルミ子（おおいずみ ルミこ）
菜緒と久志の住むマンションの大家。悪質な契約を2人に結ばせた開戸井不動産の2倍の家賃を2人に通告し、それを払う力がないと見るや、同居してはどうかと薦めた張本人。バレンタインの際には "From. RUMI" というカードを久志へのチョコに添えたため、菜緒に（チョコなどほとんど受け取りそうにない）久志が女子からチョコを受け取ったのではないかと勘違いをさせることになった。70歳以上の歳ではあるものの、俳句の会で一緒になった仲津川さんとお付き合いをしている。
草薙 ななこ（くさなぎ ななこ）
小学6年生。久志が年齢を偽って働いているコンビニの店長の娘。表裏のある性格で、好きになった久志には猫を被って接するが、それ以外の人には関西弁でひどい対応をする。菜緒が久志と同居していることを知るや否や、久志を父親のコンビニに住み込ませることを画策するも、既にその性格を久志が見破ってしまっていたため失敗し、なおかつそのことを久志にダメ押しされて終わってしまった。それ以降は実際の自分を前面に出して他人に接するようになる。
菜緒の父親
菜緒の父親で、農業の仕事をしている。大学生編で菜緒と上原が同居していた事実を知り、菜緒を実家に戻そうとする。そして菜緒と上原の結婚を反対する。
実は学生の頃、農家の長男で大学に行くのを反対されて自分で学費や生活費を稼いでいたらしく、上原と事情が重なっている所があり、2人の交際を少しずつ認めていくようになる。
菜緒の母親
菜緒の母親。大学生編より登場する。菜緒と上原の結婚に反対していない。好きなバンドのファンクラブイベントなどに出るなど、若いところがある。上原の事を気に入っている。
吉川 菜実（よしかわ なみ）
菜緒の妹で中学2年生。大学生編より登場する。菜緒の事を「お姉」と呼んでいる。上原の事を気に入っている。
吉川 伊緒（よしかわ いお）
菜緒の弟で小学6年生。大学生編より登場する。無口で喋る回数が少ないが、猫好きの模様。現実的思考の持ち主。上原の事を気に入っている。
篠崎 大地（しのざき だいち）
菜緒たちの、1つ上の学年の先輩。久志と同じく「御三家」の1人。菜緒の幼馴染で、菜緒からは「大ちゃん」と、呼ばれている。
もともとは、ドラマ版のオリジナルキャラだったが、原作へ逆輸入され、『Cookie』2016年5月号から登場している。

## 書誌情報

### 漫画
- 高須賀由枝 『グッドモーニング・コール』 集英社 〈りぼんマスコットコミックス〉、全11巻
  1. 1998年5月発行、ISBN 4-08-856079-5
  2. 1998年10月発行、ISBN 4-08-856104-X
  3. 1999年3月発行、ISBN 4-08-856131-7
  4. 1999年8月発行、ISBN 4-08-856157-0
  5. 2000年1月発行、ISBN 4-08-856184-8
  6. 2000年7月発行、ISBN 4-08-856216-X
  7. 2000年12月発行、ISBN 4-08-856243-7
  8. 2001年4月発行、ISBN 4-08-856273-9
  9. 2001年9月発行、ISBN 4-08-856311-5
  10. 2002年2月発行、ISBN 4-08-856349-2
  11. 2002年5月発行、ISBN 4-08-856373-5
- 高須賀由枝 『グッドモーニング・コール』 〈集英社文庫コミック版〉、全6巻
  1. 2008年1月18日発売[2]、ISBN 978-4-08-618687-2
  2. 2008年1月18日発売[3]、ISBN 978-4-08-618688-9
  3. 2008年3月18日発売[4]、ISBN 978-4-08-618689-6
  4. 2008年3月18日発売[5]、ISBN 978-4-08-618690-2
  5. 2008年4月18日発売[6]、ISBN 978-4-08-618691-9
  6. 2008年4月18日発売[7]、ISBN 978-4-08-618692-6
- 高須賀由枝 『グッドモーニング・キス』 集英社 〈りぼんマスコットコミックスCookie〉、既刊23巻（2024年12月24日現在）
  1. 2007年5月15日発売[8]、ISBN 978-4-08-856746-4
  2. 2008年4月15日発売[9]、ISBN 978-4-08-856810-2
  3. 2008年10月15日発売[10]、ISBN 978-4-08-856847-8
  4. 2009年7月15日発売[11]、ISBN 978-4-08-867001-0
  5. 2010年5月14日発売[12]、ISBN 978-4-08-867057-7
  6. 2010年10月15日発売[13]、ISBN 978-4-08-867081-2
  7. 2011年3月15日発売[14]、ISBN 978-4-08-867110-9
  8. 2011年9月15日発売[15]、ISBN 978-4-08-867141-3
  9. 2012年3月15日発売[16]、ISBN 978-4-08-867190-1
  10. 2012年11月22日発売[17]、ISBN 978-4-08-867236-6
  11. 2013年12月13日発売[18]、ISBN 978-4-08-867301-1
  12. 2014年11月14日発売[19]、ISBN 978-4-08-867347-9
  13. 2015年7月24日発売[20]、ISBN 978-4-08-867382-0
  14. 2016年1月25日発売[21]、ISBN 978-4-08-867405-6
  15. 2016年9月23日発売[22]、ISBN 978-4-08-867432-2
  16. 2017年5月25日発売[23]、ISBN 978-4-08-867462-9
  17. 2018年11月22日発売[24]、ISBN 978-4-08-867522-0
  18. 2019年12月25日発売[25]、ISBN 978-4-08-867572-5
  19. 2020年12月24日発売[26]、ISBN 978-4-08-867594-7
  20. 2021年11月25日発売[27]、ISBN 978-4-08-867644-9
  21. 2022年11月25日発売[28]、ISBN 978-4-08-867697-5
  22. 2023年10月25日発売[29]、ISBN 978-4-08-867740-8
  23. 2024年12月24日発売[30]、ISBN 978-4-08-867790-3

### アンソロジー
- 東日本大震災チャリティー漫画本 PARTY! HANA[注 2][31]（2011年8月5日発売[32]、メディアパル、ISBN 978-4-89610-201-7）
  - グッドモーニング・キス 番外編[33]（描きおろし）

## アニメ
2001年8月2日に開催された「りぼんおたのしみアニメ祭り2001」で上映するために短編アニメが作られた。本作が浜名孝行の初監督作品になる。また「りぼん」2001年11月号の応募者全員大サービスに、『時空異邦人KYOKO』の短編アニメも収録されたオリジナルアニメビデオが登場した。

### キャスト（アニメ）
- 吉川菜緒 - 徳光由禾
- 上原久志 - 森山栄治
- 上原百合 - 根谷美智子
- 浅井健嗣 - 菊池正美

### スタッフ（アニメ）
- 監督・絵コンテ・演出 - 浜名孝行
- 脚本 - 金春智子
- キャラクターデザイン・総作画監督 - 下笠美穂
- 作画監督 - 鎌田祐輔
- 美術監督 - 加藤浩
- 色彩設定 - 赤間三佐子
- 撮影監督 - 幕田充宏、桑原賢治
- 編集 - 布施由美子、野尻由紀子
- 音響演出 - 郷田ほづみ
- 音楽 - 市原淳
- プロデューサー - 松下洋子、すぎやまあつお
- アニメーション制作 - トランス・アーツ
- アニメーション制作協力 - プロダクション I.G
- 制作 - NAS
- 製作・著作 - 集英社

## ドラマ
同名タイトルのドラマが、2016年2月12日よりフジテレビオンデマンドとNetflixにて配信された。2016年10月13日（12日深夜）からフジテレビ水曜深夜枠で放送。全17話。主演は福原遥と白石隼也の二人。
ファーストシーズンの続編『グッドモーニング・コール our campus days』が2017年9月22日からNetflixにて配信された。2018年4月19日（18日深夜）からフジテレビで水曜深夜放送されている。

### キャスト（ドラマ）
- 吉川 菜緒 - 福原遥
- 上原 久志 - 白石隼也
- 篠崎 大地 - 桜田通
- 紺野 まりな - 荒井萌
- いっちゃん（一星） - 健太郎
- 光石（みっちゃん） - 永嶋柊吾
- 阿部 順 - 長澤航也
- 草薙 ななこ - 田中日奈子
- 上原 百合 - 森絵梨佳
- 上原 卓也 - 田中圭
- 菜緒の父親 - おかやまはじめ
- 菜緒の母親 - 藤田朋子
- ゆかり（一番星の常連客で、いっちゃんのファン） - 秋元才加
- 北浦 希 - 手塚真生
- 康太郎（主人公の同級生） - 森タクト
- 七瀬（主人公の同級生） - 佐藤ミケーラ
- 千崎 優 - 中村優一
- 桃山 まみ - 矢島舞美
- 旅館の女将 - 川村エミコ（たんぽぽ）
- 夏目 柊 - 杉野遥亮（2）
- 熊埜御堂 紗栄子 - 高橋メアリージュン（2）
- 七瀬 凛 - 相楽樹（2）
- 太田 佳代 - 吉田まどか（2）

### スタッフ（ドラマ）
- 原作 - 高須賀由枝『グッドモーニング・コール』、『グッドモーニング・キス』（2）
- 脚本 - 鹿目けい子、鈴木裕那、大林利江子
- 音楽 - 笹野芽実（1）、Team K（2）
- プロデュース - 岡本真由子、佐々木章光
- 演出 - 河原瑶、藤尾隆、吉川厚志（1）、山内健嗣（1）、野田健太（2）、下向英輝（2）
- 制作協力 - テレパック
- 制作著作 - フジテレビ

### 配信日程
グッドモーニング・コール
- 2月12日に、1話と2話を同時配信。
- 3月18日は、本編の配信は、お休み。その代わりに、スペシャルムービー（女子会ver）を配信。
- 5月06日は、本編の配信は、お休み。その代わりに、スペシャルムービー（男子キャラver）を配信。

| 各話      | 配信開始日    | サブタイトル                       | 時間 | 脚本 | 演出 |
| --------- | ------------- | ---------------------------------- | ---- | ---- | ---- |
| episode01 | 2016年2月12日 | 憧れの一人暮らし、はじめます!?     | 50分 |      |      |
| episode02 | 2016年2月12日 | 突然のファーストキス               | 44分 |      |      |
| episode03 | 2月19日       | 同居の秘密、バレちゃった           | 48分 |      |      |
| episode04 | 2月26日       | クリスマス・イブまでカウントダウン | 48分 |      |      |
| episode05 | 3月04日       | 2人きりの年越し                    | 45分 |      |      |
| episode06 | 3月11日       | 大ちゃんから愛の告白!?             | 46分 |      |      |
| episode07 | 3月25日       | ゆりりんの離婚宣言                 | 43分 |      |      |
| episode08 | 4月01日       | 超イケメン!?上原兄登場             | 45分 |      |      |
| episode09 | 4月08日       | もうすぐバレンタイン               | 46分 |      |      |
| episode10 | 4月15日       | 女子寮に、入ります!!               | 46分 |      |      |
| episode11 | 4月22日       | バレた!!同居解消                   | 47分 |      |      |
| episode12 | 4月29日       | ハートに火をつけろ大作戦!          | 43分 |      |      |
| episode13 | 5月13日       | 温泉旅行はハプニングだらけ・前編   | 45分 |      |      |
| episode14 | 5月20日       | 温泉旅行はハプニングだらけ・後編   | 47分 |      |      |
| episode15 | 5月27日       | Happy Birthday!?                   | 49分 |      |      |
| episode16 | 6月03日       | 謎の三人暮らし、はじめます!?       | 46分 |      |      |
| episode17 | 6月10日       | プロポーズ!? 二人の未来            | 49分 |      |      |

グッドモーニング・コール our campus days
| 各話       | 配信開始日    | サブタイトル                   | 時間 | 脚本       | 演出 |
| ---------- | ------------- | ------------------------------ | ---- | ---------- | ---- |
| episode 01 | 2017年9月22日 | キャンパスライフは誘惑だらけ   | 48分 | 大林利江子 |      |
| episode 02 | 2017年9月22日 | 目指せ、女子力UP!!             | 50分 | 大林利江子 |      |
| episode 03 | 2017年9月22日 | 恋か友情か、それが問題だ       | 47分 |            |      |
| episode 04 | 2017年9月22日 | 初恋は叶わないって言うけれど   | 51分 | 大林利江子 |      |
| episode 05 | 2017年9月22日 | 悲劇のヒロインは嫌いじゃない!? | 49分 | 鈴木裕那   |      |
| episode 06 | 2017年9月22日 | 誕生日はサプライズで!          | 49分 |            |      |
| episode 07 | 2017年9月22日 | 応援旗は友達の印               | 50分 |            |      |
| episode 08 | 2017年9月22日 | キャンプの夜にはご注意を       | 50分 |            |      |
| episode 09 | 2017年9月22日 | 恋する気持ちって変わるもの?    | 51分 |            |      |
| episode 10 | 2017年9月22日 | 明日もグッドモーニング・コール | 56分 |            |      |